# Prangos odontalgica
Prangos odontalgica är en flockblommig växtart som först beskrevs av Pall., och fick sitt nu gällande namn av Herrnst. och Chaia Clara Heyn. Prangos odontalgica ingår i släktet Prangos och familjen flockblommiga växter. Inga underarter finns listade i Catalogue of Life.